# A Night to Remember (chanson de Shalamar)
Pour les articles homonymes, voir A Night to Remember.
Singles de Shalamar
I Can Make You Feel Good
(1982) There It Is
(1982)
A Night to Remember est une chanson du groupe Shalamar, sortie en single et incluse sur l'album Friends de 1982. Le titre atteint la 8e place du classement Billboard Hot Soul Singles.

## Classements

### Classements hebdomadaires
| Classement (1980)              | Meilleure position |
| ------------------------------ | ------------------ |
| États-Unis (Hot 100)           | 44                 |
| États-Unis (Hot Soul Singles)  | 8                  |
| Royaume-Uni (UK Singles Chart) | 5                  |

## Reprises
La chanson a été reprise par divers groupes et chanteurs, dont Liberty X en 2005, ainsi que 911 et Maria Lawson en 1996. 
En 2014, Mary J. Blige, reprend la chanson, composée par Rodney Jerkins, afin de servir comme bande originale du film Think Like A Man Too.